# Obbligato
Obbligato (łac. „obowiązkowo”) – termin podawany w notacji utworu muzycznego. 
Wskazuje głos lub instrument obligatoryjny podczas wykonania utworu, czyli taki, którego nie można pominąć ani zastąpić innym głosem lub instrumentem (np. piano obbligato).